# Franco Scaglione
Franco Scaglione (Firenca, 16. rujna 1916. – 19. lipnja 1997.), talijanski dizajner automobila, poznat po svojem aerodinamičkom dizajnu 
«B.A.T. (Berlina Aerodynamica Technica)» koji je razvio za vrijeme dok je radio za tvrtku Bertone.
Njegov studij aeronautičkog inženjerstva prekinuo je drugi svjetski rat. Nakon rata zaposlio se u Pininfarini, ali ubrzo je prešao u Bertone. Bio je direktor dizajna u tvrtki Bertone do 1959.g., kada je otišao i postao samostalni dizajner. U ranim 1970ima, nestao je u anonimnost zbog osobnih problema.
Njegov prvi dizajn s Nucciom Bertoneom bio je Abarth 1500 Biposto Coupe prikazan 1952.g. Torinskom autosalonu.
Alfa Romeo 1900 s modelima karoserije «B.A.T.» 5, 7 i 9 prikazani su sljedećih 
(1953., 1954., 1955.) godina, kao i Arnolt-Aston Martin DB2/4 spider prototip (New York auto salon, 1954.g.) i Alfa Romeo 2000 Sportiva (1954.g.).
Njegov dizajn su i Arnolt Bristol iz 1953.g. i NSU Sport Prinz 1959.g.
Bio je u središtu dizajna proizvodnog modela Alfa Romeo Giulietta Sprint, najznačajnijeg automobila poslijeratne Italije. Modela koji je oživio Alfa Romeo i postavio Bertone kao jednog od vodećih proizvođača karoserija. 1959.g. naslijedio ga je Giorgietto Giugiaro.  
Scaglione je dizajnirao Porsche 356-izvedenicu Porsche-Abarth Carrera GTL (1959.g.). 
Iscrtao je Lamborghini 350GTV (1963.g.) i ATS 2500 GT (1964.g.).
Njegov dizajn automobila Alfa Romeo 33 Stradale (1967.g.), smatra se jednim od najljepših u svijetu.  
Bio je konzultant Franka Reisnera u Intermeccanica, za koju uredio modele  «Apollo GT» 
(1961), and «Italia GFX» (1966), i dizajnirao «Titania Veltro» (1966), «Murena 429GT», 
i svoj posljednji dizajn «Indra» (1971).